# Poelaert (familie)

Wapenschild van de familie Poelaert

Poelaert is een Belgische familie uit Brussel.

## Geschiedenis
Stamvader van de familie is Joseph Poelaert (1748-1824). Afkomstig uit Herne, was hij meester-metselaar en een van de belangrijkste bouwheren van zijn tijd. Op 8 april 1782 werd hij tot de Brusselse burgerij toegelaten.

## Genealogie
- Joseph Poelaert (1748-1824), meester-metselaar, trouwde in 1784 in Ukkel met Jeanne Van der Elst (1757-1832). Ze kregen zes kinderen. 
  - Philippe Poelaert (1790-1845), meester-metselaar, architect en regent (schepen) van Halle. Hij studeerde bij Jean-Alexandre Werry aan de Académie royale des beaux-arts de Bruxelles. Hij trouwde in 1815 in Brussel met Isabelle Stas (1794-1873), dochter van Pierre-Joseph Stas, deken van de gilde van tinarbeiders van Brussel en acht van de Lakengilde van Brussel. Ze kregen vier zoons en een dochter.
    - Hortense Poelaert (1815-1900), trouwde in 1834 in Brussel met Eugène Van Dievoet (1804–1858), rechter in de handelsrechtbank van Brussel, broer van Auguste Van Dievoet, rechtshistoricus en advocaat bij het Hof van Cassatie. Ze kregen drie zoons, met afstammelingen tot heden.
    - Joseph Poelaert (1817-1879), architect, vooral bekend voor zijn ontwerp van het Justitiepaleis in Brussel, trouwde in 1859 in Brussel met Léonie Toussaint (1840-1912), dochter van Joseph-Ferdinand Toussaint, jurist, notaris, volksvertegenwoordiger, perseigenaar en schrijver, en zus van Fritz Toussaint, kunstschilder, -verzamelaar en -mecenas. Ze kregen een dochter.
      - Marguerite Poelaert (1860-1917), trouwde met Maurice Pauwels (1861-1912), zoon van François Pauwels, administrateur-generaal van de Compagnie générale de matériel de chemin de fer, en schoonbroer van Paul Leclercq, procureur-generaal bij het Hof van Cassatie. Ze kregen een dochter, Marthe Pauwels (1886-1907), die in Napels stierf aan een voedselvergiftiging.

    - Victor Poelaert (1820-1859), beeldhouwer. Hij bleef vrijgezel.
    - Constant Poelaert (1827-1898), advocaat bij het hof van beroep van Brussel, trouwde in 1857 in Brussel met Ernestine Jacobs (1835-1882), dochter van Jacques Jacobs, directeur van de Nationale Bank van België en schepen van Brussel. Ze kregen drie zoons en drie dochters.
      - Albert Poelaert (1859-1925), advocaat, notaris, gemeenteraadslid van Brussel en senator, trouwde in 1887 in Londen met Irma Vermeulen (1861-1943), dochter van Adrien Vermeulen, notaris. Het huwelijk bleef kinderloos.
      - Berthe Poelaert (1858-1932), trouwde in 1877 in Brussel met Charles Janssen (1851-1918), advocaat bij het hof van beroep van Brussel, bestendig afgevaardigde van Brabant en schepen van Brussel. Ze kregen een zoon, baron Emmanuel Janssen, met afstammelingen tot heden.
      - Emma Poelaert (1863-1927), trouwde met Paul-Louis Macau (1859-1946), advocaat bij het hof van beroep, zoon van Louis Macau, burgemeester van Elsene en provincieraadslid van Brabant. Ze kregen twee zoons en een dochter, met afstammelingen tot heden. Hun kleindochter Francine Macau trouwde met Raymond Van Doren, kunstschilder en -fotograaf.
      - Lucien Poelaert (1868-1917), ingenieur. Hij bleef vrijgezel.
      - René Poelaert (1874-1946), wisselagent, trouwde in 1898 met Marguerite (Maggy) Lemmens (1874-1962), dochter van Jacques-Nicolas Lemmens, componist, organist en muziekpedagoog, en Helen Sherrington, concert- en operasopraan. Ze kregen twee zoons en een dochter, met afstammelingen tot heden.
      - Hélène Poelaert, trouwde met Charles de Gomrée de Morialmé. Ze kregen een zoon, maar zonder nakomelingen.

    - Auguste Poelaert (°1830), industrieel, trouwde in 1855 in Brussel met Élise Robyns (1834-1912), dochter van Louis Robyns, inspecteur van Registratie en Domeinen. Ze kregen vier zoons en twee dochters.
      - Alice Poelaert (°1856), schrijfster, trouwde in 1904 in Annevoie-Rouillon met Camille Vitry (1846-1908), industrieel, en in 1912 in Brussel met Ghislain Delruelle (1852-), advocaat. Beide huwelijken bleven kinderloos.
      - Alfred Poelaert (°1857), handelsvertegenwoordiger, trouwde in 1889 in Elsene met Marie-Virginie Baumont (°1863). Ze kregen een zoon, Raoul Poelaert (°1887).
      - Victor Poelaert (°1862), handelsvertegenwooriger, trouwde in 1885 in Etterbeek met Marie-Antoinette Vandenkerckhoven (*1855), dochter van Joseph Vandenkerckhoven, postinspecteur.

  - Anne-Catherine Poelaert (1792-1870), trouwde met Jean-Joseph De Leemans (1790-1854), goudsmid en juwelier. Ze kregen een zoon, met afstammelingen tot heden.

## Galerij

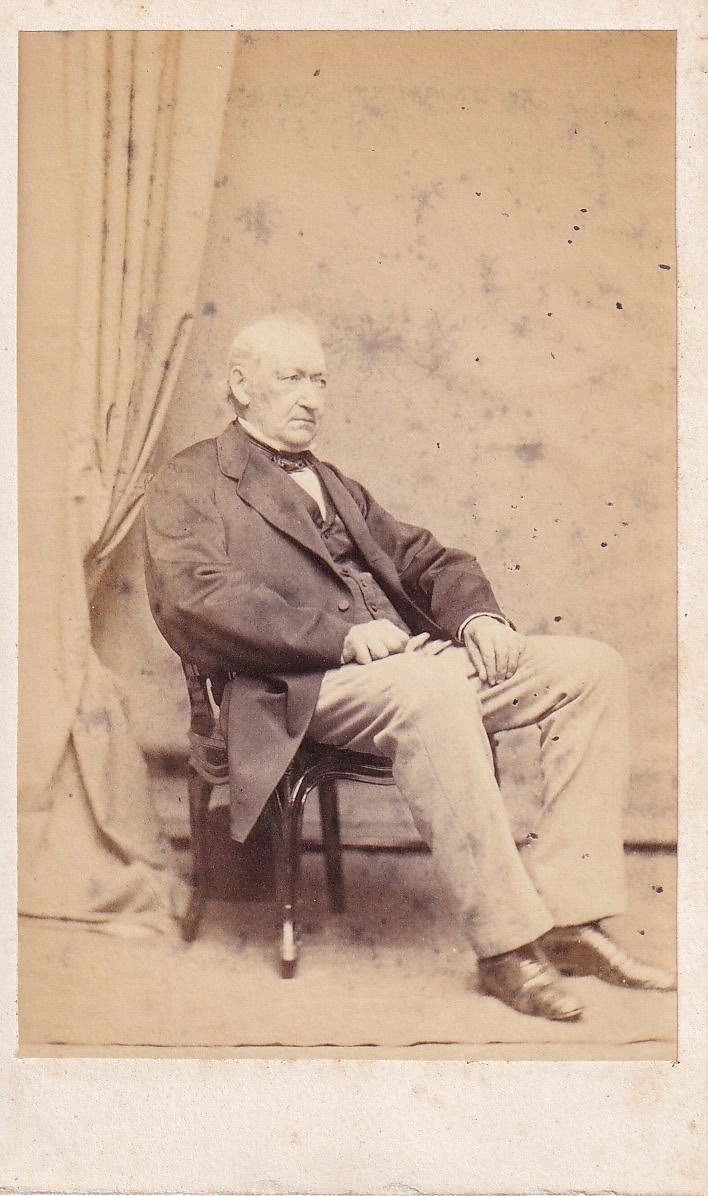
Philippe Poelaert (1790-1845)
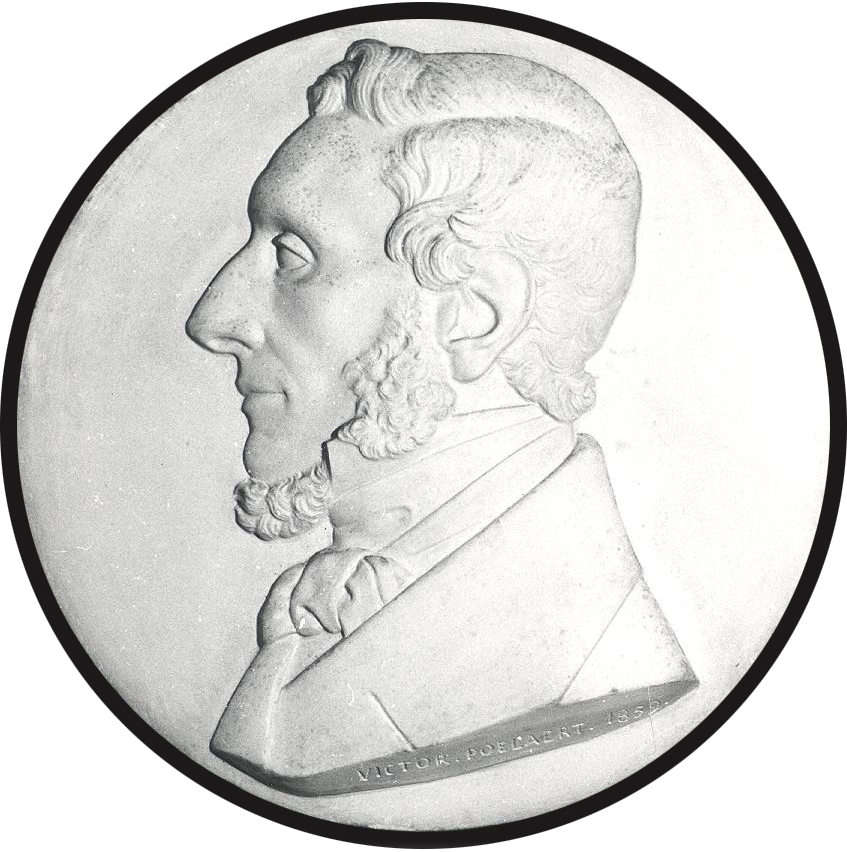
Eugène Van Dievoet (1804-1858)
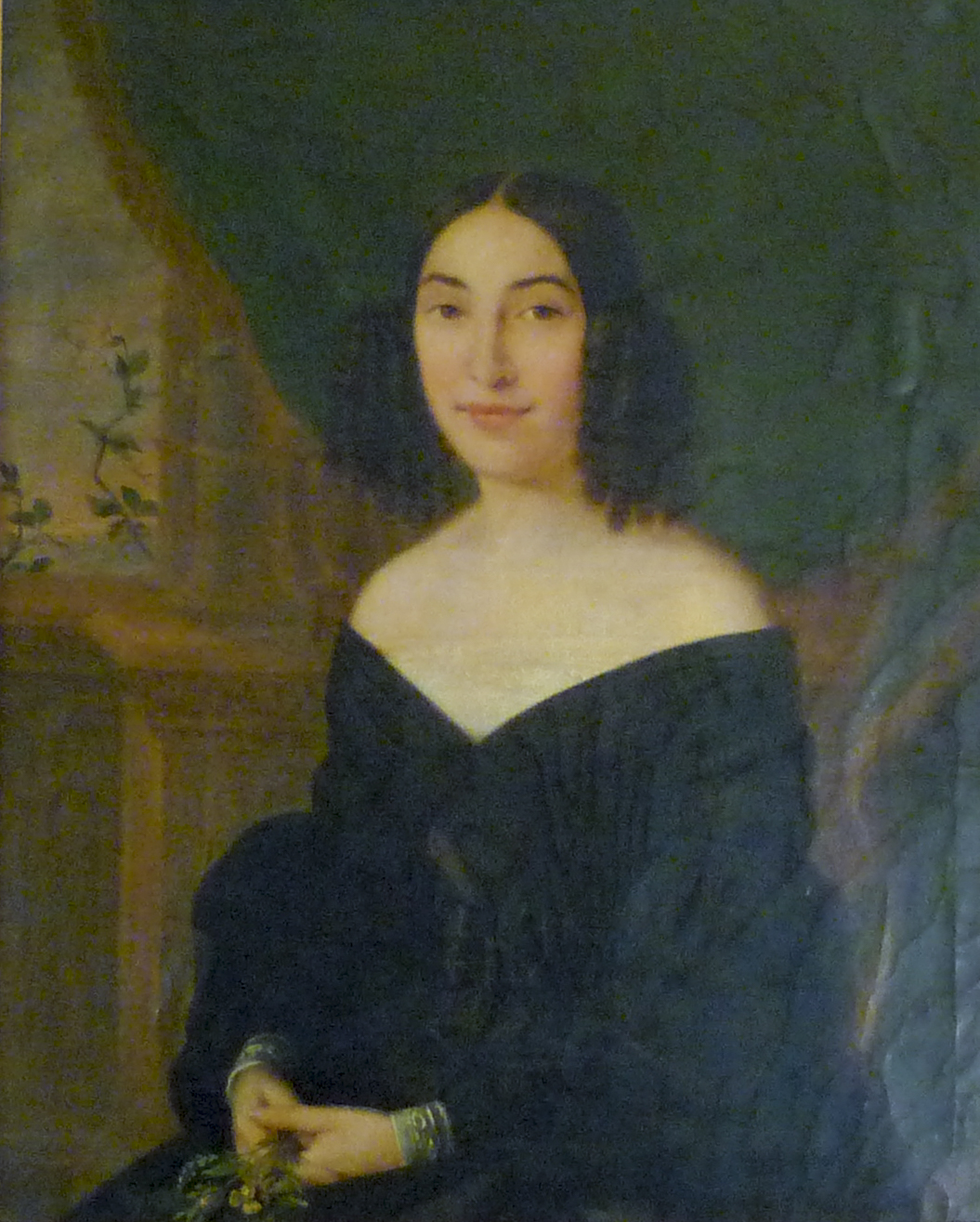
Hortense Poelaert (1815-1900)
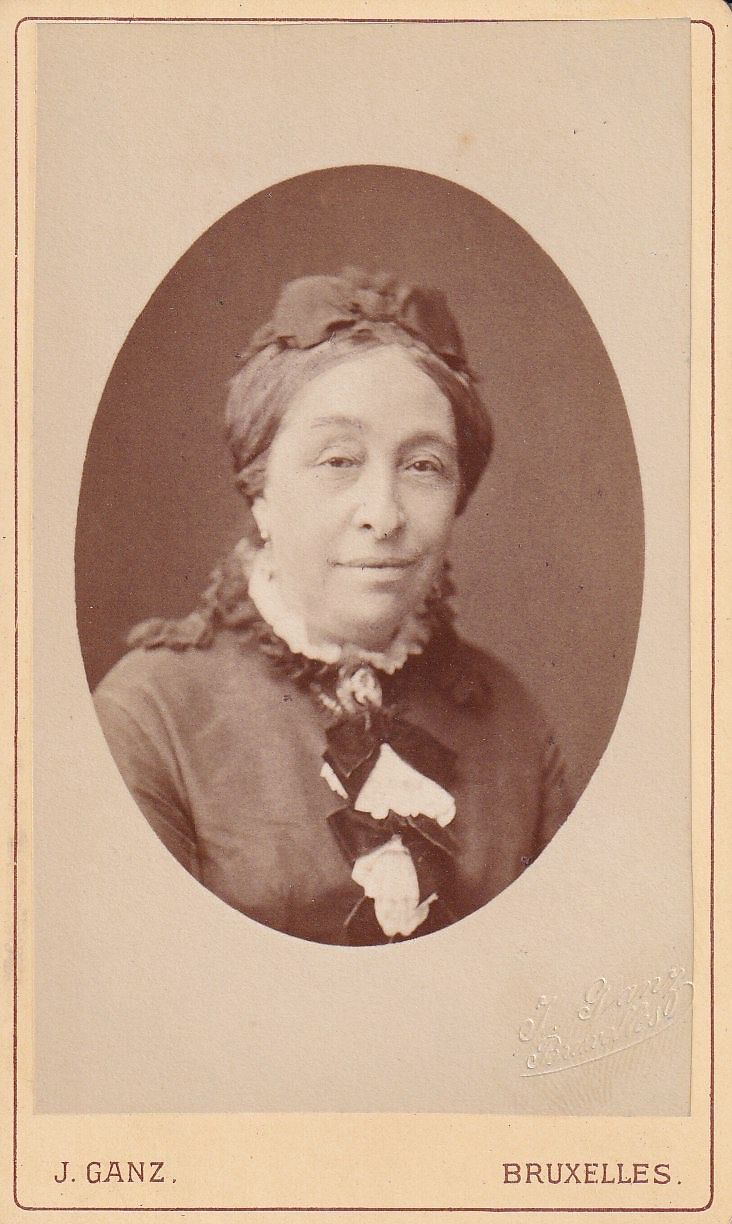
Hortense Poelaert (1815-1900)
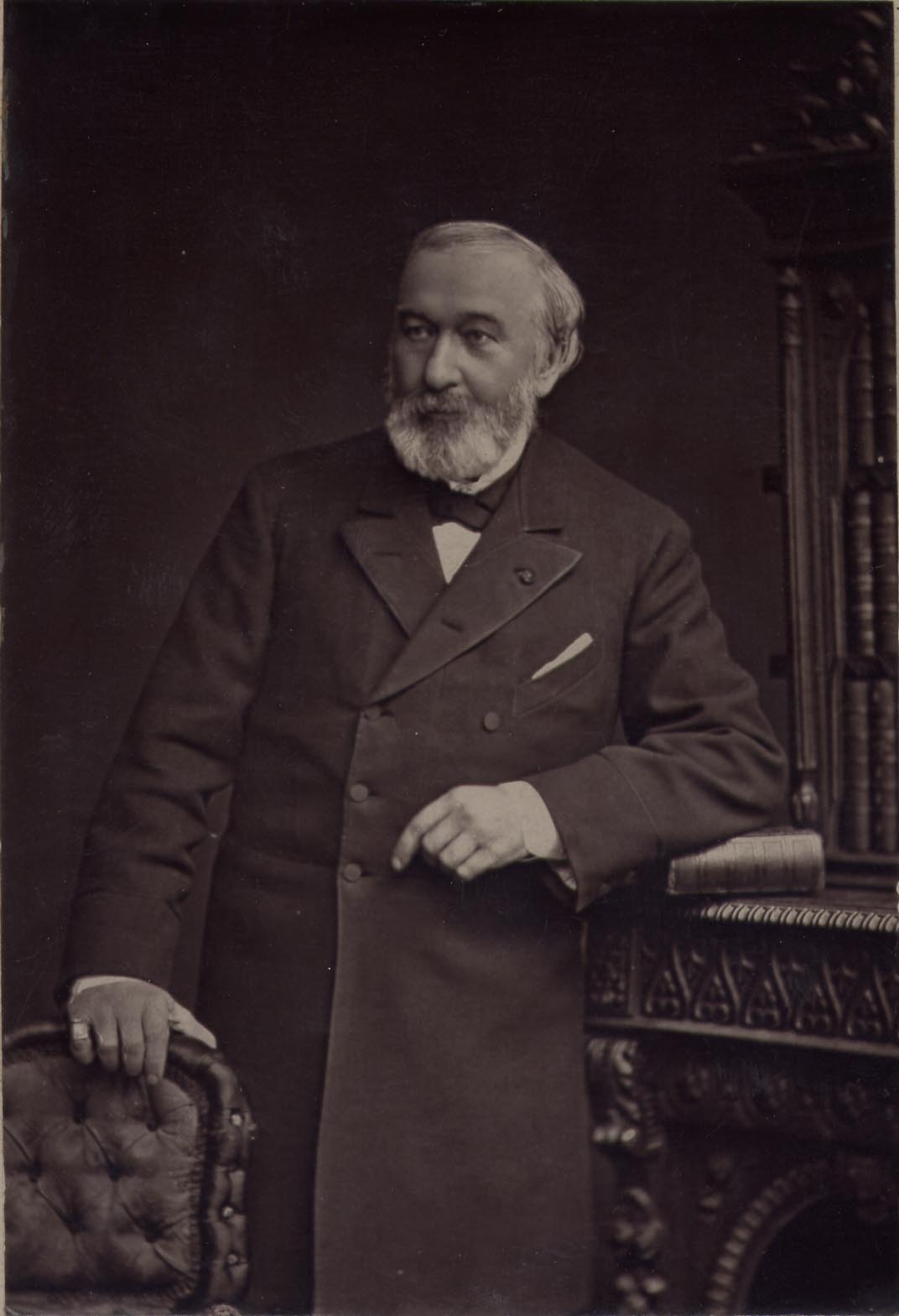
Joseph Poelaert (1817-1879)
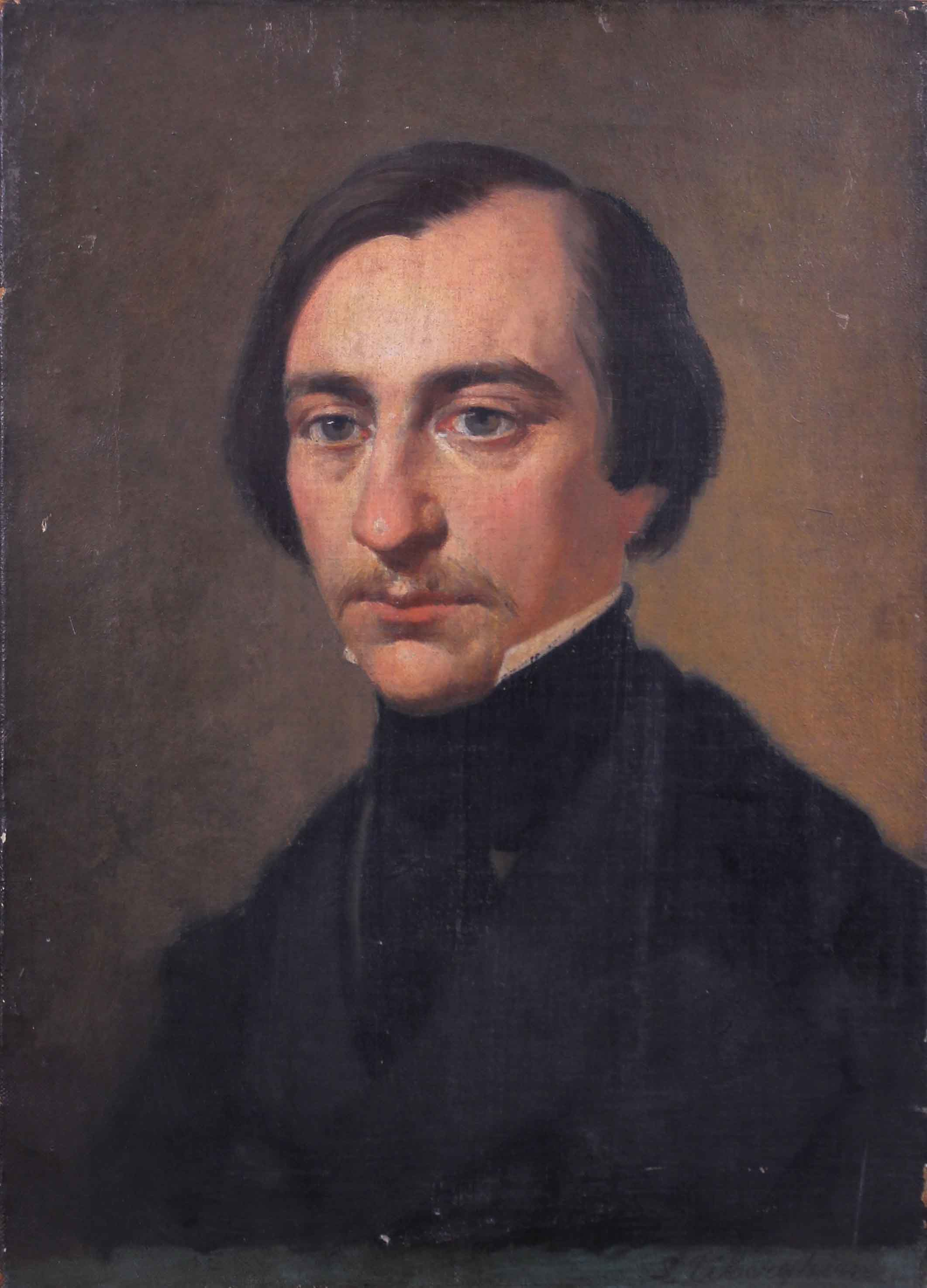
Victor Poelaert (1820-1859)
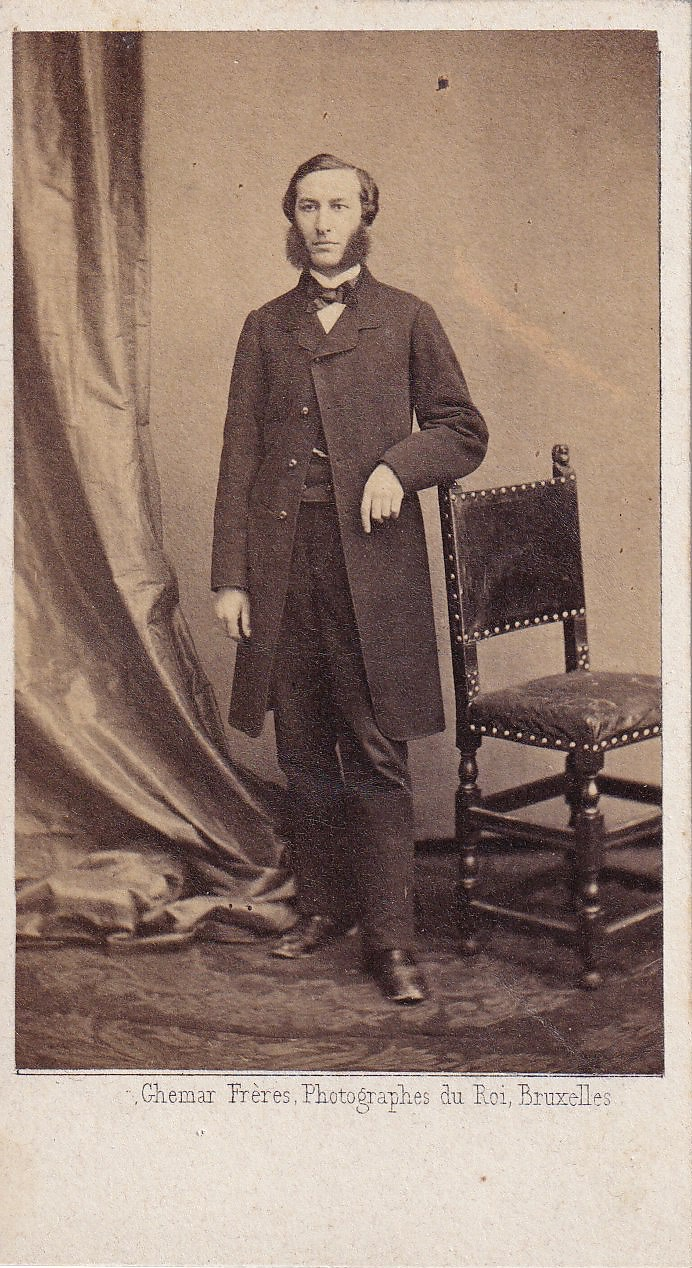
Constant Poelaert (1827-1898)
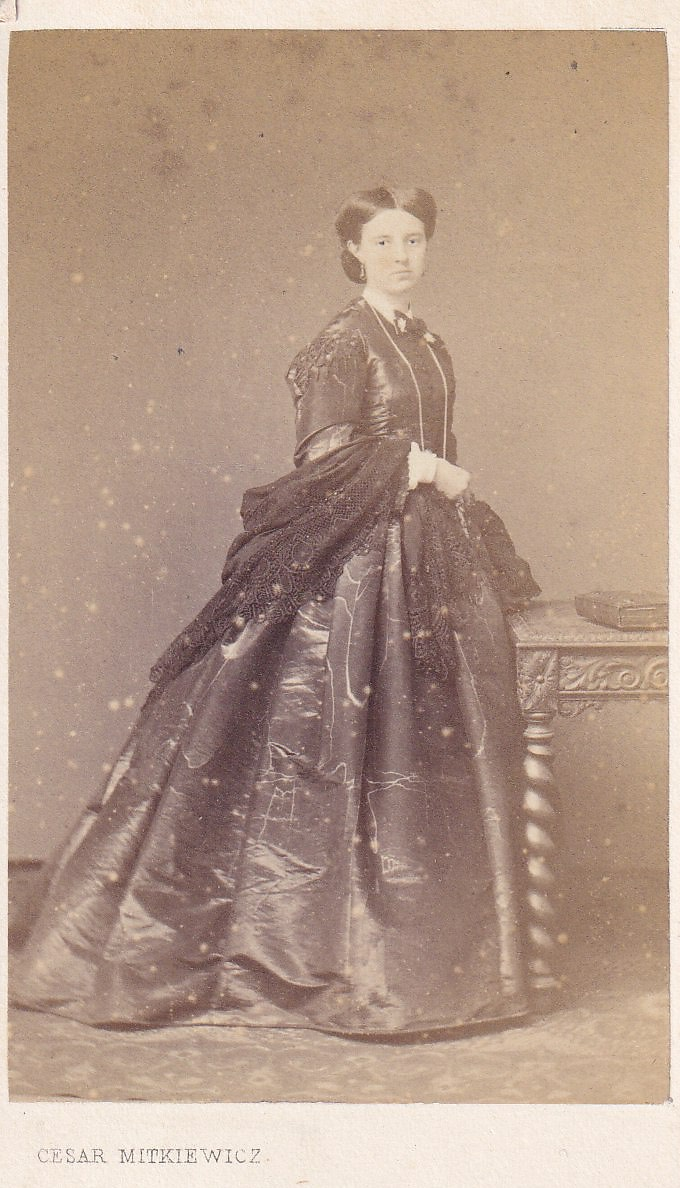
Ernestine Jacobs (1835-1882)
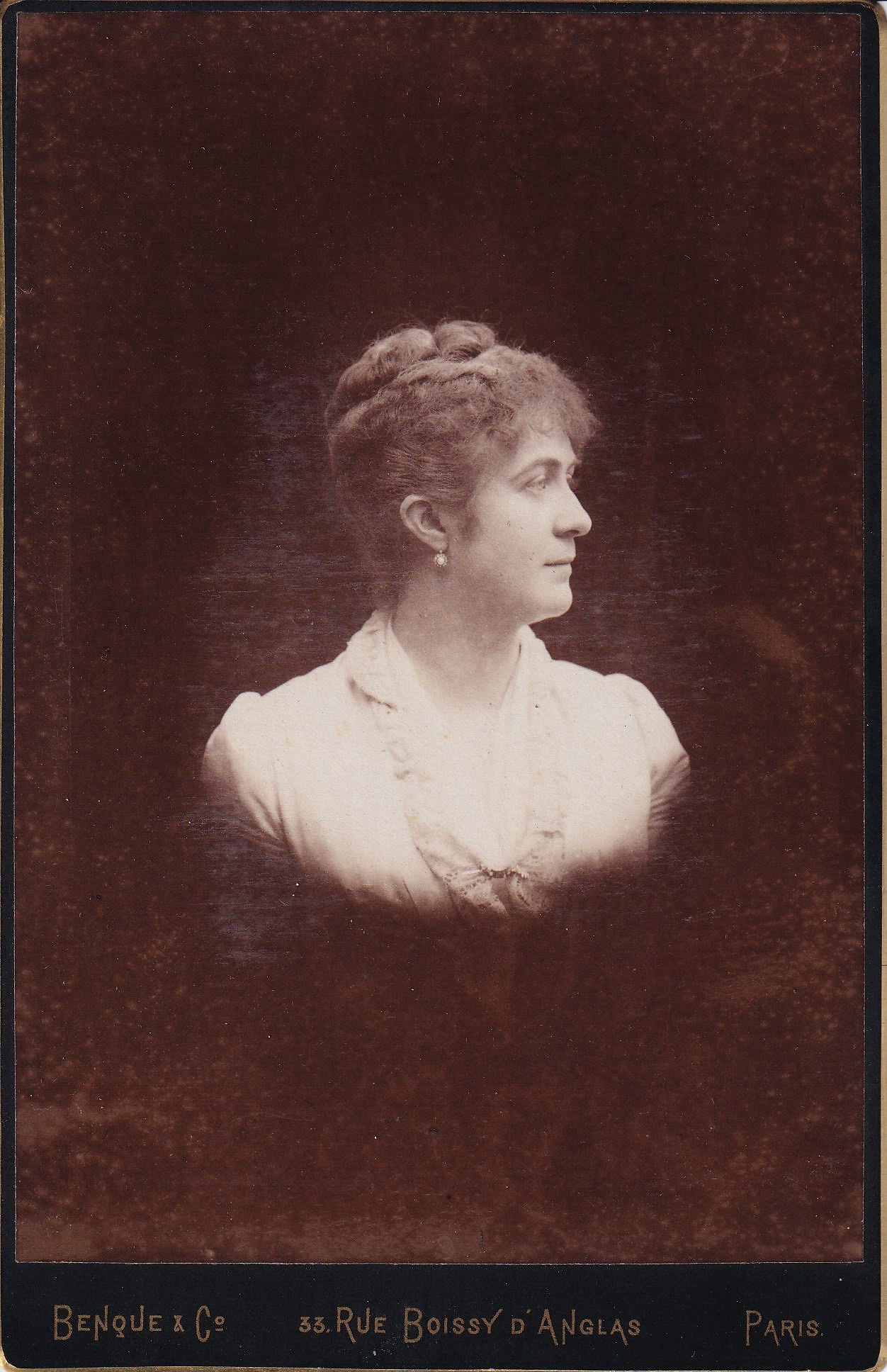
Marguerite Poelaert (1860-1917)
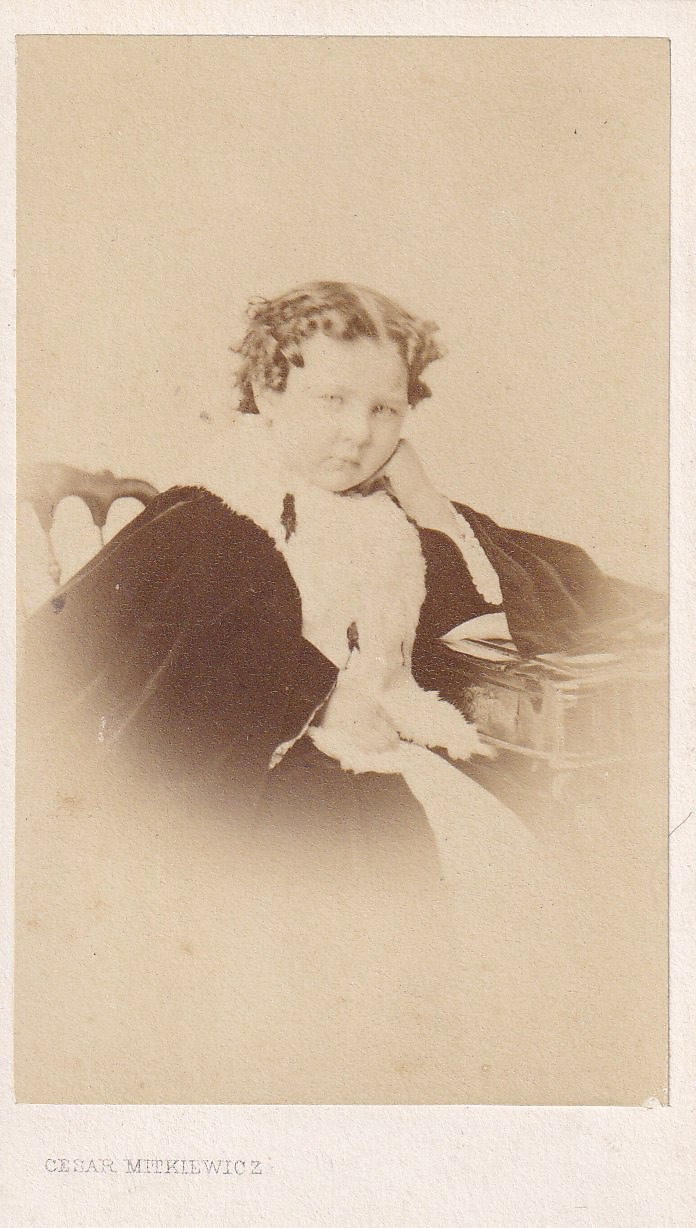
Berthe Poelaert (1858-1932)